# Любовь в большом городе 3
«Любовь в большом городе 3» — романтическая комедия с элементами фэнтези режиссёров Марюса Вайсберга и Дэвида Додсона.
В России фильм вышел в широкий прокат 1 января 2014 года. Расширенная телевизионная версия была показана на телеканале «Россия-1».

## Сюжет
Молодым отцам Артёму, Игорю и Сауне приходится остаться дома одним и присматривать за детьми, так как их жёны уехали в отпуск. Друзья сталкиваются со сложностями при заботе о детях.
Позже мужчины встречают Святого Валентина, выпивают и в шутку говорят, что было бы хорошо, если бы их дети побыстрее выросли. На следующий день все дети действительно становятся взрослыми. Артёму, Игорю и Сауне приходится столкнуться с ещё большими проблемами.

## В ролях
- Алексей Чадов — Артём
- Владимир Зеленский — Игорь
- Вилле Хаапасало — Сауна
- Вера Брежнева — Катя
- Светлана Ходченкова — Настя
- Анастасия Задорожная — Алиса
- Филипп Киркоров — Святой Валентин
- Екатерина Климова — Аня
- Шерон Стоун — в роли самой себя
- Игорь Жижикин — Олег
- Андрей Фандеев — Дима
- Александр Петров — Артём-младший
- Наталия Парьева — Маша
- Александра Парьева — Даша